# Riverside (Iowa)
Riverside é uma cidade localizada no estado americano de Iowa, no Condado de Washington.

## Demografia
Segundo o censo americano de 2000, a sua população era de 928 habitantes.
Em 2006, foi estimada uma população de 960, um aumento de 32 (3.4%).

## Geografia
De acordo com o United States Census Bureau tem uma área de
2,6 km², dos quais 2,6 km² cobertos por terra e 0,0 km² cobertos por água. Riverside localiza-se a aproximadamente 196 m acima do nível do mar.

## Localidades na vizinhança
O diagrama seguinte representa as localidades num raio de 20 km ao redor de Riverside.